# St. Alban (Gersheim)

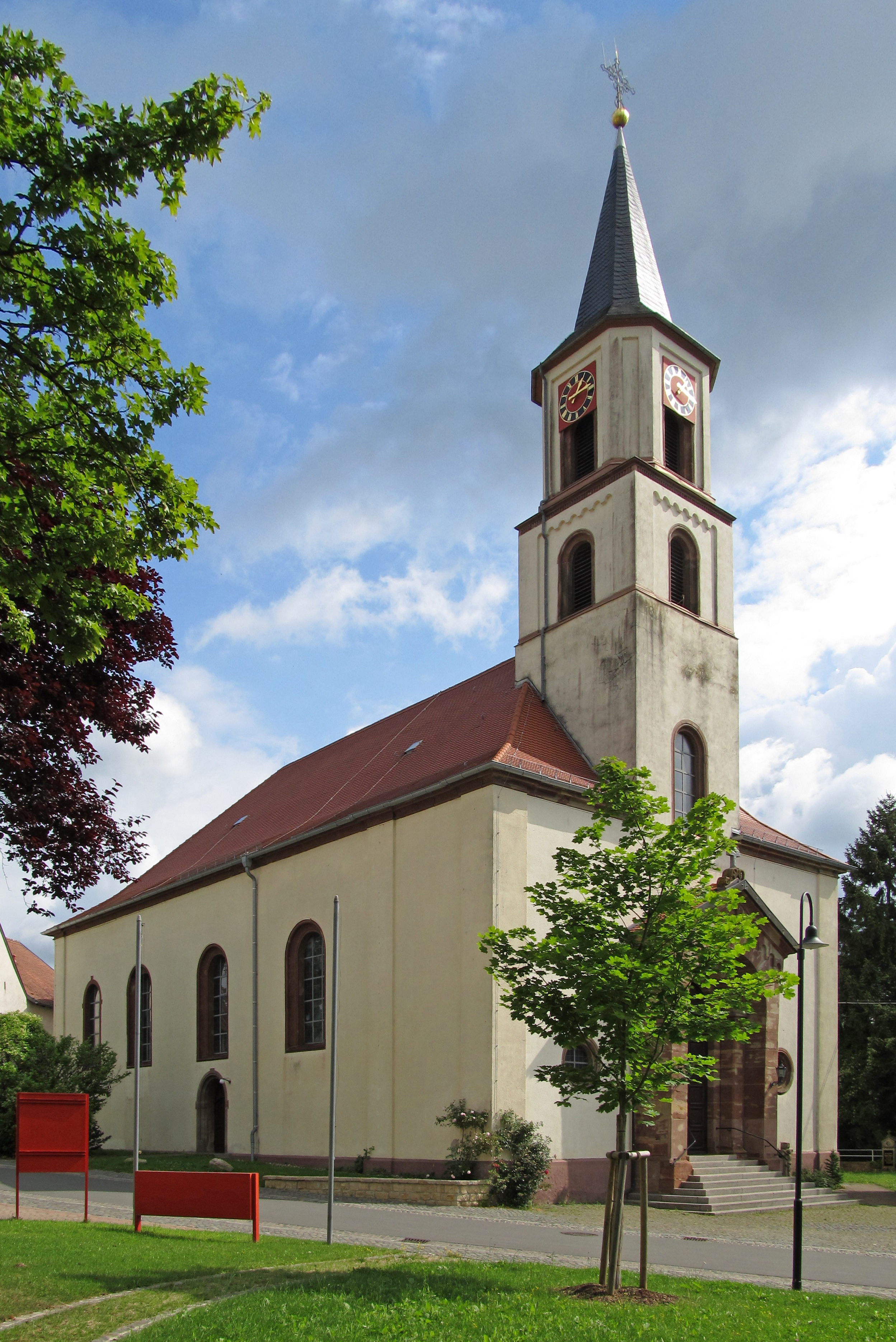
Die Pfarrkirche St. Alban in Gersheim

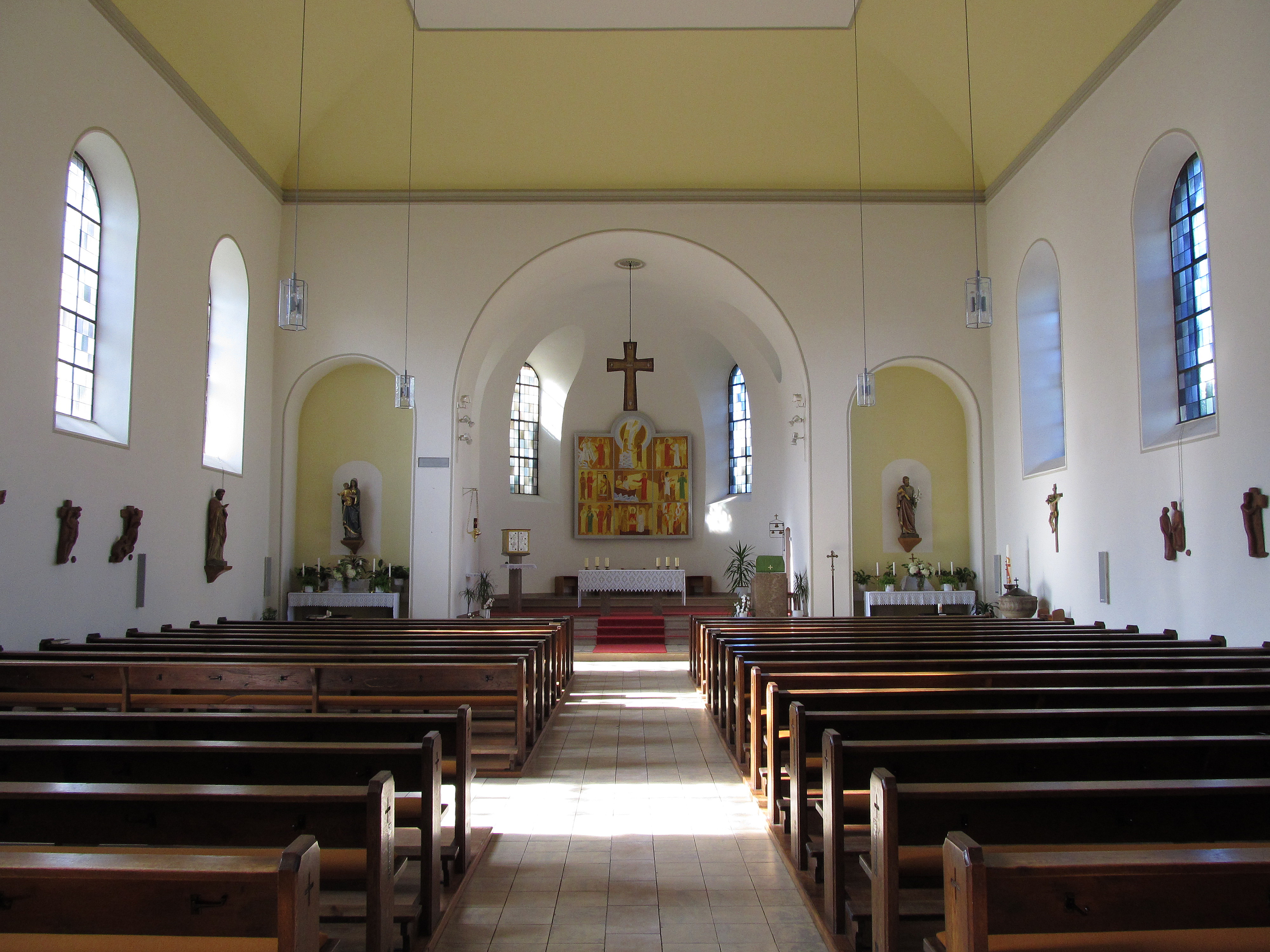
Blick ins Innere der Kirche

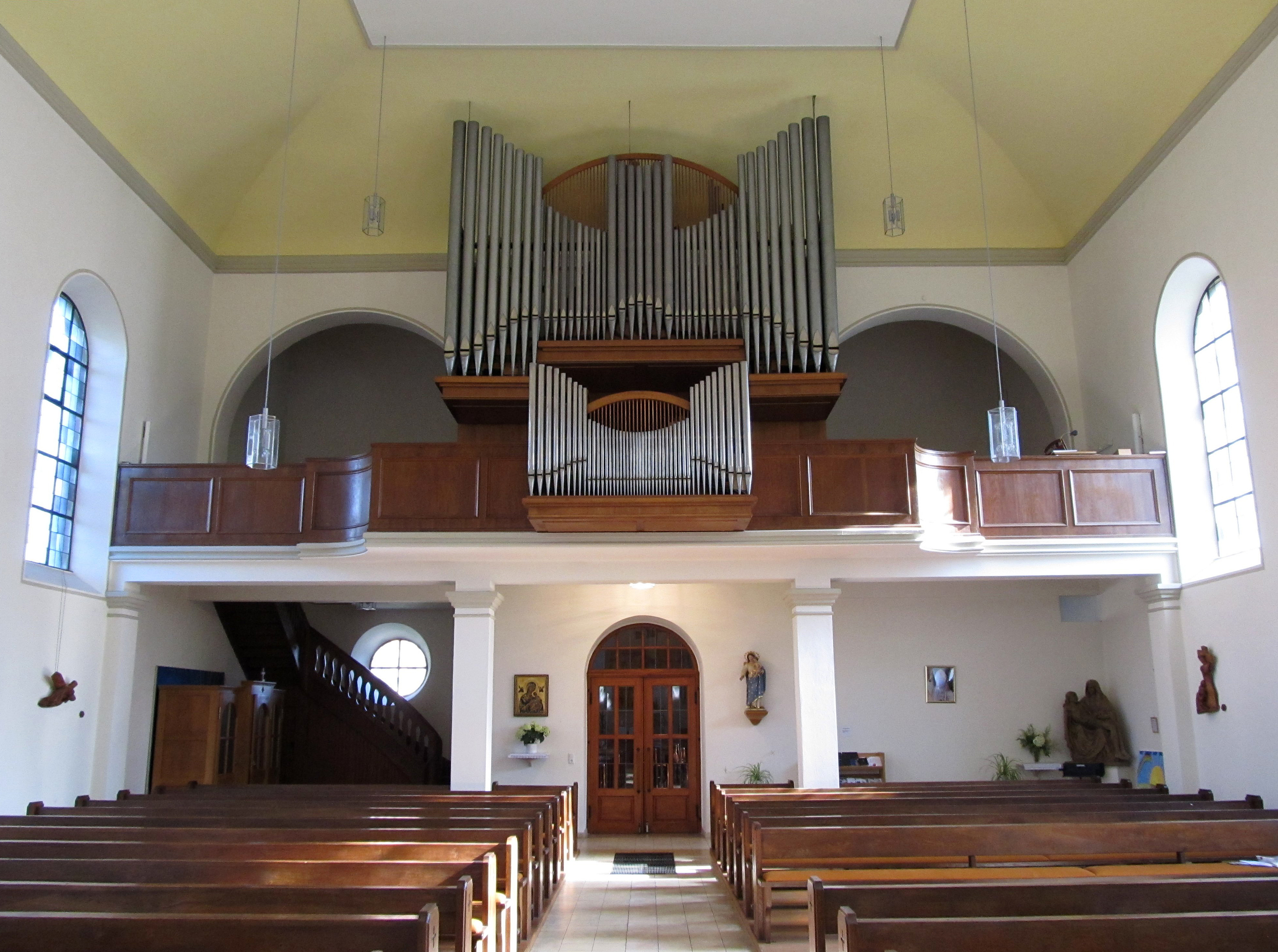
Blick vom Altarraum in Richtung Empore und Orgelprospekt

Die Kirche St. Alban ist eine katholische Pfarrkirche im saarländischen Gersheim, Saarpfalz-Kreis. Kirchenpatron ist der heilige Alban von Mainz. In der Denkmalliste des Saarlandes ist die Kirche als Einzeldenkmal aufgeführt.

## Geschichte
Die Errichtung der Kirche erfolgte 1846 nach Plänen der Baumeister Schwarzenberger und Ph. Portscheller. Im Zweiten Weltkrieg erlitt das Kirchengebäude schwere Schäden. 1950 wurde das Gotteshaus restauriert. Die Restaurierungsmaßnahmen leitete Architekt Wilhelm Schulte II. Das vom Architekturbüro Mario Morschett (Gersheim) geplante Pfarrzentrum St. Alban wurde 2003 erbaut. 2006 wurde die Kirche wieder einer Restaurierung unterzogen.

## Baubeschreibung
Das Kirchengebäude ist ein rechteckiger, verputzter Saalbau mit vier Fensterachsen, der im klassizistischen Stil errichtet wurde. An der Vorderfront besitzt das Gebäude einen aufgesetzten Turm, der sich über einem hohen Eingangsportal mit Rundbogen erhebt. Abgeschlossen wird der Saalbau mit einer halbrunden Apsis.

## Orgel
Die Orgel der Kirche wurde 1959 von der Firma Gebr. Späth Orgelbau (Mengen) gebaut. Das Instrument mit 23 Registern und 2 Manualen sowie Pedal ist auf einer Empore aufgestellt und besitzt einen freistehenden Spieltisch, der seitlich an der Wand steht. Die Windladen sind Schleifladen mit elektrischen Spiel- und Registertrakturen.
| I Hauptwerk C–g3 |                 |     |
| 1.               | Gedacktpommer   | 16′ |
| 2.               | Prinzipal       | 8′  |
| 3.               | Koppelflöte     | 8′  |
| 4.               | Salicional      | 8′  |
| 5.               | Octave          | 4′  |
| 6.               | Rohrflöte       | 4′  |
| 7.               | Rauschpfeife II |     |
| 8.               | Mixtur VI-VIII  | 2′  |
| 9.               | Trompete        | 8′  |

| II Rückpositiv C–g3 |                |       |
| 10.                 | Holzgedackt    | 8′    |
| 11.                 | Prinzipal      | 4′    |
| 12.                 | Flöte          | 4′    |
| 13.                 | Nazard         | 2 ⁄3′ |
| 14.                 | Flageolet      | 2′    |
| 15.                 | Sesquialter II |       |
| 16.                 | Cymbel IV      |       |
| 17.                 | Krummhorn      | 8′    |
|                     | Tremolo        |       |

| Pedal C–f1 |              |         |
| 18.        | Prinzipalbaß | 16′     |
| 19.        | Subbaß       | 16′     |
| 20.        | Spillpfeife  | 8′      |
| 21.        | Gedacktbaß   | 8′      |
| 22.        | Piffaro      | 4′ + 2′ |
| 23.        | Posaune      | 16′     |

- Koppeln: II/I, I/P
- Spielhilfen: eine freie Kombination, Tutti, Crescendo, Zungeneinzelabsteller

Anmerkungen
1. ↑  ursprünglich 1 1⁄3′